# روبرت تومسون (لاعب كرة قدم أمريكية)
روبرت تومسون (بالإنجليزية: Robert Thompson)‏ هو لاعب كرة قدم أمريكية أمريكي، ولد في 4 فبراير 1960.